# Francisco Rojas Bravo
Francisco Javier Rojas Bravo (Coltauco, 1835 - Santiago, 1906). Agricultor y político conservador chileno. Hijo de José Antonio Rojas Bravo y Teresa Bravo de Naveda Zúñiga. 
Estudió en un colegio de Coltauco y se dedicó a la agricultura en el fundo de su padre. Se desempeñó en el área comercial, haciendo negocios con los productos agrícolas, para lo que se trasladó a Santiago, donde ingresó a la política.
Miembro del Partido Conservador.
Diputado por Copiapó, Chañaral y Freirina (1891-1894). Participó de la comisión permanente de Agricultura y Colonización. 